# Lăpugiu de Sus, Hunedoara
Lăpugiu de Sus este un sat în comuna Lăpugiu de Jos din județul Hunedoara, Transilvania, România.

## Obiective turistice
- Situl fosilifer Lăpugiu de Sus (rezervație naturală, 5 ha).

## Imagini

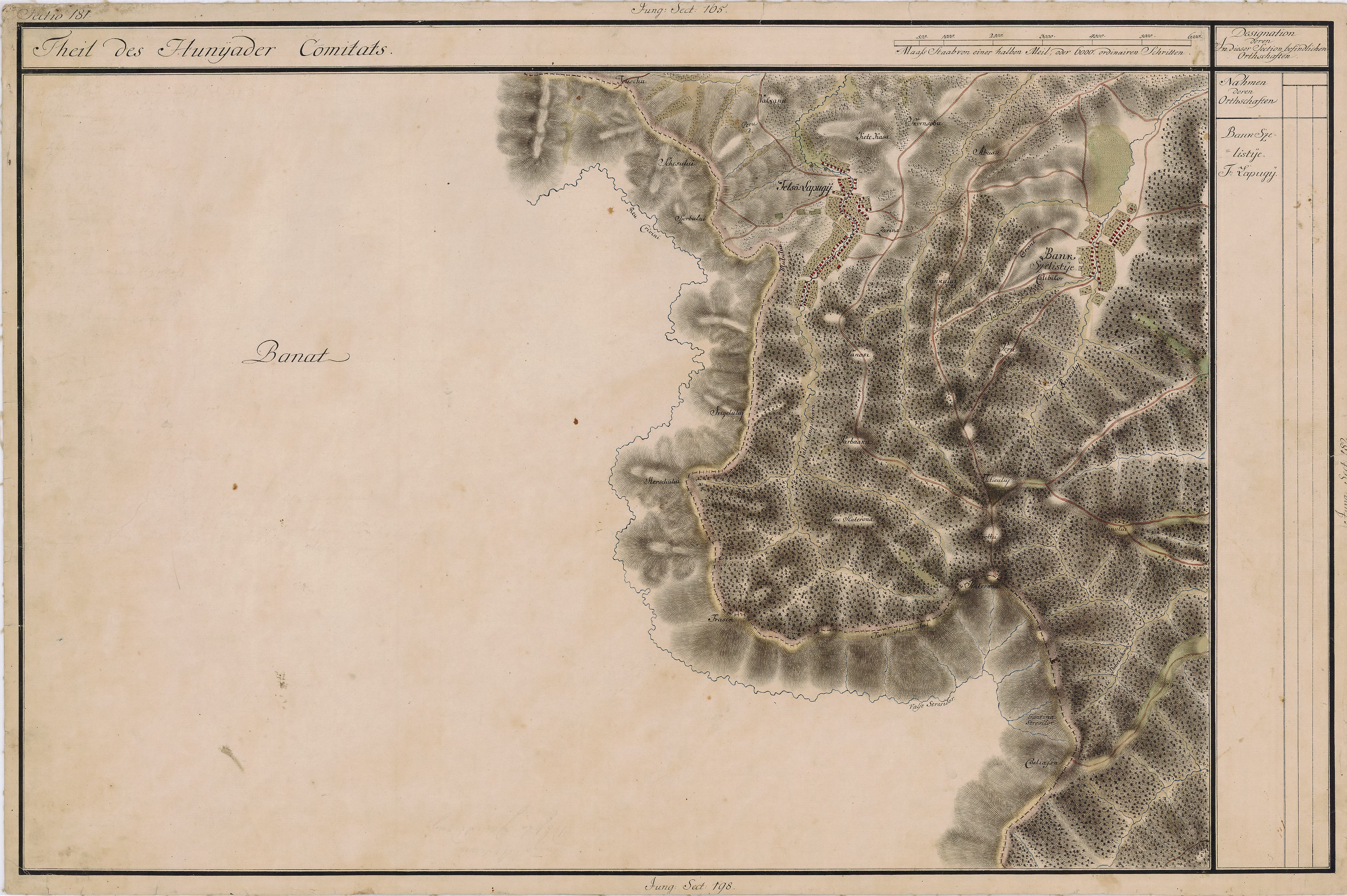
Lăpugiu de Sus în Harta Iosefină a Transilvaniei, 1769-1773